# 阿伊特里津
36°22′18″N 4°29′13″E / 36.37167°N 4.48694°E

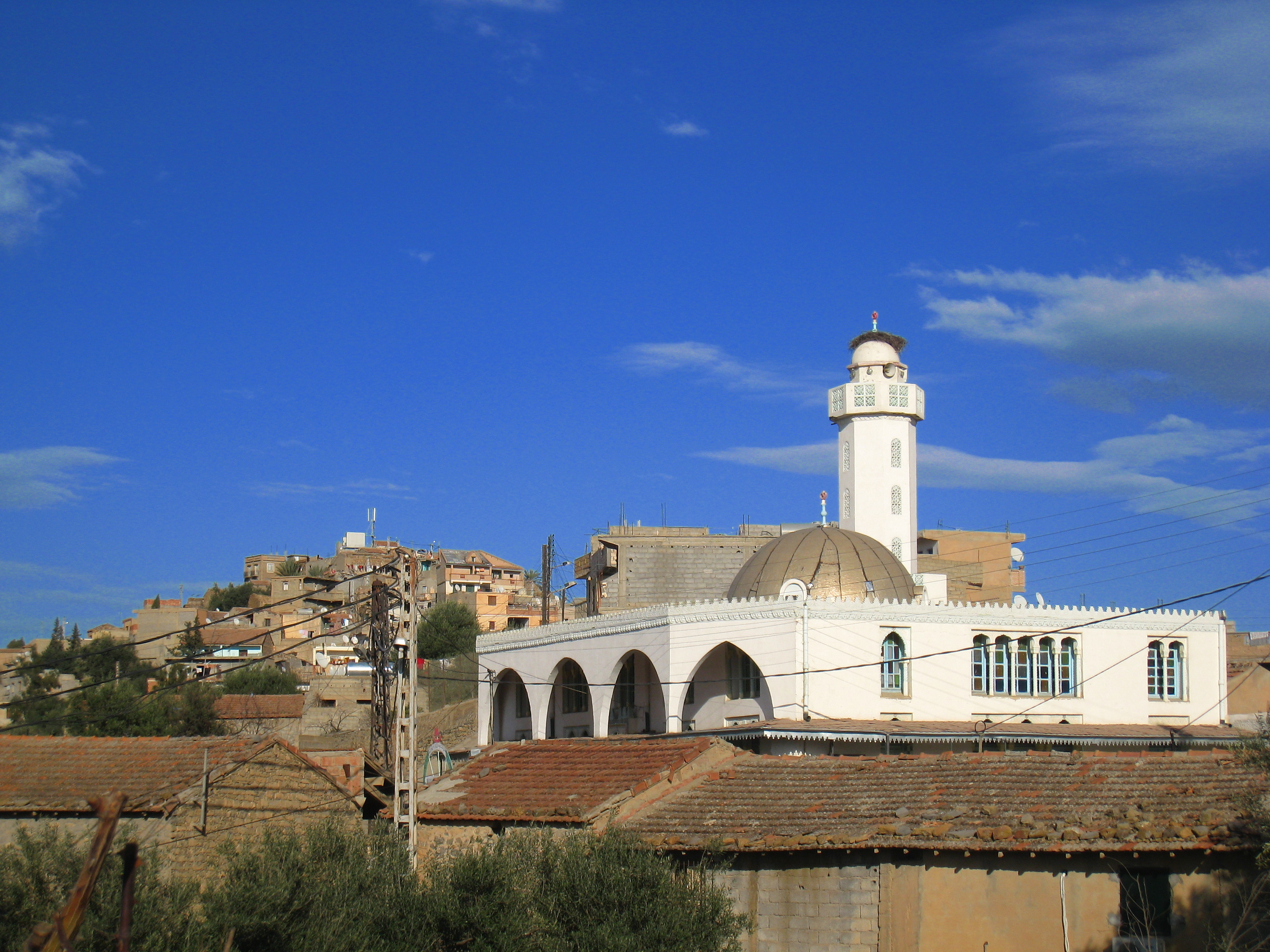
阿伊特里津

阿伊特里津（阿拉伯语：‎），是阿爾及利亞的城鎮，位於該國北部貝賈亞省，由伊吉勒阿里區負責管轄，面積75平方公里，2008年人口14,563，人口密度每平方公里195人。